# Бризен (Шпревалд)
Бризен или Брјазина (њем. Briesen, длсрп. Brjazyna) општина је у њемачкој савезној држави Бранденбург. Једно је од 30 општинских средишта округа Шпре-Најсе. Према процјени из 2010. у општини је живјело 811 становника. Посједује регионалну шифру (AGS) 12071028.

## Географски и демографски подаци
Бризен или Брјазина се налази у савезној држави Бранденбург у округу Шпре-Најсе. Општина се налази на надморској висини од 58 метара. Површина општине износи 9,04 km². У самом мјесту је, према процјени из 2010. године, живјело 811 становника. Просјечна густина становништва износи 90 становника/km².